# Vimic

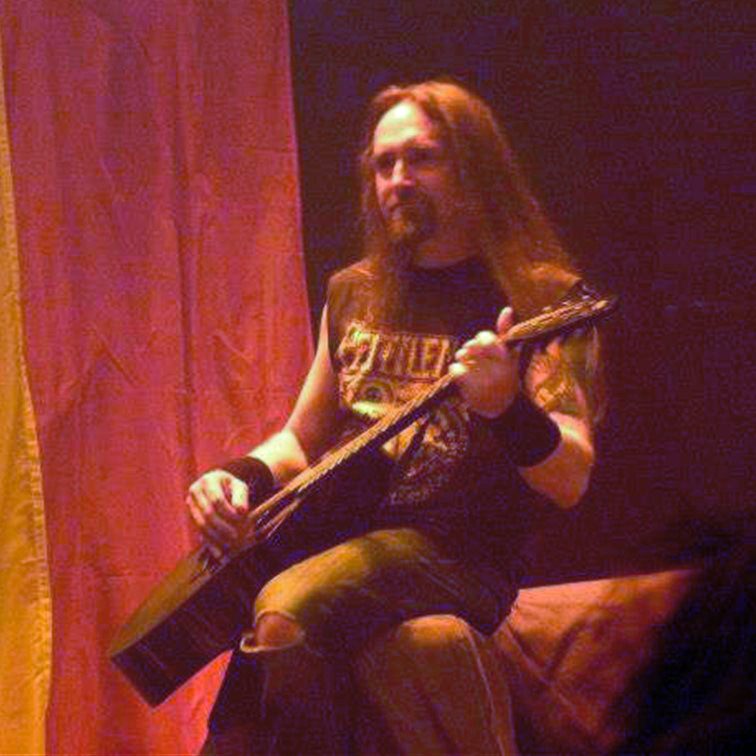
Jed Simon em 2012

VIMIC é uma banda norte-americana de heavy metal formada em 2016 que contava com o ex-baterista do Slipknot, Joey Jordison. Com alguns singles liberados, eles pretendem lançar seu álbum de estreia, Open Your Omen, em 2017, além de realizarem uma turnê mundial.

## História
A banda foi formada a partir da antiga banda criada por Joey, que se chamava Scar The Martyr, na qual ele mesmo escreveu a maior parte das músicas. Após o vocalista ter saído do grupo em 2014, e um tecladista já ter saído em 2013, a banda entrou em hiato. Além disso, Jordison estava passando por uma terrível doença que o impedia de tocar, então ele passou cerca de 1 ano apenas se recuperando, tendo ficado alguns meses no hospital. Para seu retorno, ele decidiu que queria recomeçar em uma nova banda onde todos tivessem maior participação no processo de gravação, além de trazerem um novo vocalista e renovarem o espírito da banda. Desta maneira, o Vimic foi anunciado em 2016, durante o Metal Hammer Golden Gods Awards, onde Jordison recebeu um dos maiores prêmios da noite, o Golden God. A banda consistia nos mesmos membros do Scar The Martyr, com a adição de Kalen Chase como vocalista.
No mesmo mês em que foi anunciada, três singles foram liberados: Simples Skeletons, She Sees Everything e My Fate, nesta ordem. Ainda no mesmo mês, o guitarrista Kris Norris publicou em seu perfil no Facebook que, apesar de ter escrito músicas para a banda e até participado da gravação dos videoclipes, ele havia saído do grupo antes de serem anunciados. Também revelou que foi injustiçado, pois ele não recebeu créditos no álbum pela sua participação, e todas as suas inúmeras guitarras haviam ficado com o pessoal da banda, nenhuma havia sido devolvida, mesmo 6 meses depois de sua saída. Após seu manifesto de indignação, as guitarras foram devolvidas. Em seu lugar entrou o guitarrista Steve Marshall. O álbum Open Your Omen seria lançado no fim de 2016, mas foi adiado para 2017. Sua primeira turnê contou algumas datas nos Estados Unidos. Em 2017 estarão fazendo uma turnê mundial, já com datas anunciadas por toda a Europa.
Todas as músicas foram feitas na casa de Joey Jordison, em Des Moines, Iowa, onde a banda se reúne para ensaiar, e depois gravado no estúdio Sound Farm, na mesma cidade. O estúdio foi o mesmo utilizado para gravar o álbum de estreia do Scar The Martyr e o quarto álbum de estúdio do Slipknot, All Hope Is Gone. 
Joey Jordison faleceu em 26 de Julho, 2021.

## Formação
| - Kalen Chase - vocalista (2016-presente) - Jed Simon - guitarrista e vocal de apoio (2016-presente) - Steve Marshall - guitarrista (2016-presente) - Kyle Konkiel - baixista e vocal de apoio (2016-presente) - Matt Tarach - tecladista e vocal de apoio (2016-presente) | - Joey Jordison (baterista) (2016-2021) |